# Eupithecia granata
Eupithecia granata là một loài bướm đêm trong họ Geometridae.